# Honey (entreprise)
Pour les articles homonymes, voir Honey.
PayPal Honey ou plus simplement Honey, basée à Los Angeles en Californie, est une entreprise exploitant une extension de navigateur pouvant appliquer directement des coupons de réduction en ligne. Désormais filiale de PayPal Holdings Inc. (ou tout simplement PayPal), Honey génère ses revenus en recevant une commission sur les transactions entre ses utilisateurs et les détaillants partenaires. Quand un de ses utilisateurs effectue une transaction avec un de ses partenaires, Honey redonne une partie de sa commission sous forme de réduction du prix du produit ou service acheté. L'extension informe les utilisateurs des baisses de prix des articles sélectionnés vendus par les magasins en ligne et de l'historique des prix des articles. L'extension est disponible sur Google Chrome, Safari, Mozilla Firefox, Opera et Microsoft Edge.

## Historique
Entrepreneurs angelenos, Ryan Hudson et George Ruan lancent Honey en novembre 2012 à Los Angeles, après avoir créé leur prototype quelques semaines plus tôt. Peu après, un testeur de bugs a fait fuiter l'existence de l'extension sur la plateforme Reddit ce qui a rendu Honey viral. En mars 2014, la compagnie revendiquait 900 000 utilisateurs.

### Historique du financement
En 2014, la société avait déjà levé 1,8 million de dollars puis 4 millions en financement de Série A (en) en 2016. En octobre 2017, Ruan et Hudson ont reçu 9 millions de dollars en financement de Série B. En mars 2017, ils avaient déjà levé 26 millions $ USD de fonds en financement de Série C avec Anthos Capital comme plus grand investisseur. Au total, en janvier 2018, ils avaient déjà reçu 40,8 millions $ USD en financement. Le 6 janvier 2020, ils se sont fait acheter par PayPal pour la somme totale de 4 milliards $ USD.

### Accusations de pratiques déloyales
En décembre 2024, le vidéaste web MegaLag publie une vidéo sur YouTube alléguant que PayPal Honey réattribue les ventes réalisées dans le cadre de programmes de marketing d'affiliation en modifiant discrètement les cookies d'affiliation, créditant Honey des ventes au lieu de l'influenceur dont l'utilisateur a cliqué sur le lien à l'origine. En outre, il souligne que l'extension permet aux vendeurs partenaires de contrôler les codes de réduction affichés et que celle-ci ignore donc régulièrement des codes de réduction bien plus avantageux qui peuvent facilement être trouvés sur internet,, allant à l'encontre de l'affirmation officielle de Honey prétendant « Nous recherchons les meilleurs bons de réduction sur Internet ». PayPal répond au site spécialisé The Verge que « Honey suit les règles et pratiques de l'industrie, y compris l'attribution du dernier clic ».